# Тток
Тток (떡, МФА: [t͈ʌ̹k̚]) — блюдо корейской кухни, пирожок, сделанный из клейкого риса (который по-корейски называется чхапссаль). Для приготовления некоторых видов ттока можно использовать обычную рисовую муку. Существует более сотни видов ттока, которые едят в течение года по разным поводам. На Корейский Новый год традиционно подают ттоккук (суп с тток), а на свадьбах и днях рождения едят сладкие тток. Тток часто считают праздничной едой, а ингредиенты могут включать как дорогие орехи и фрукты, так и одну только муку с наполнителем. Часто тток готовят с бобами мунг, анко и цельными бобами адзуки, зизифусом и другими сушёными фруктами, маслом и семенами кунжута, а также кедро́выми орехами и сахаром.

## Приготовление тток

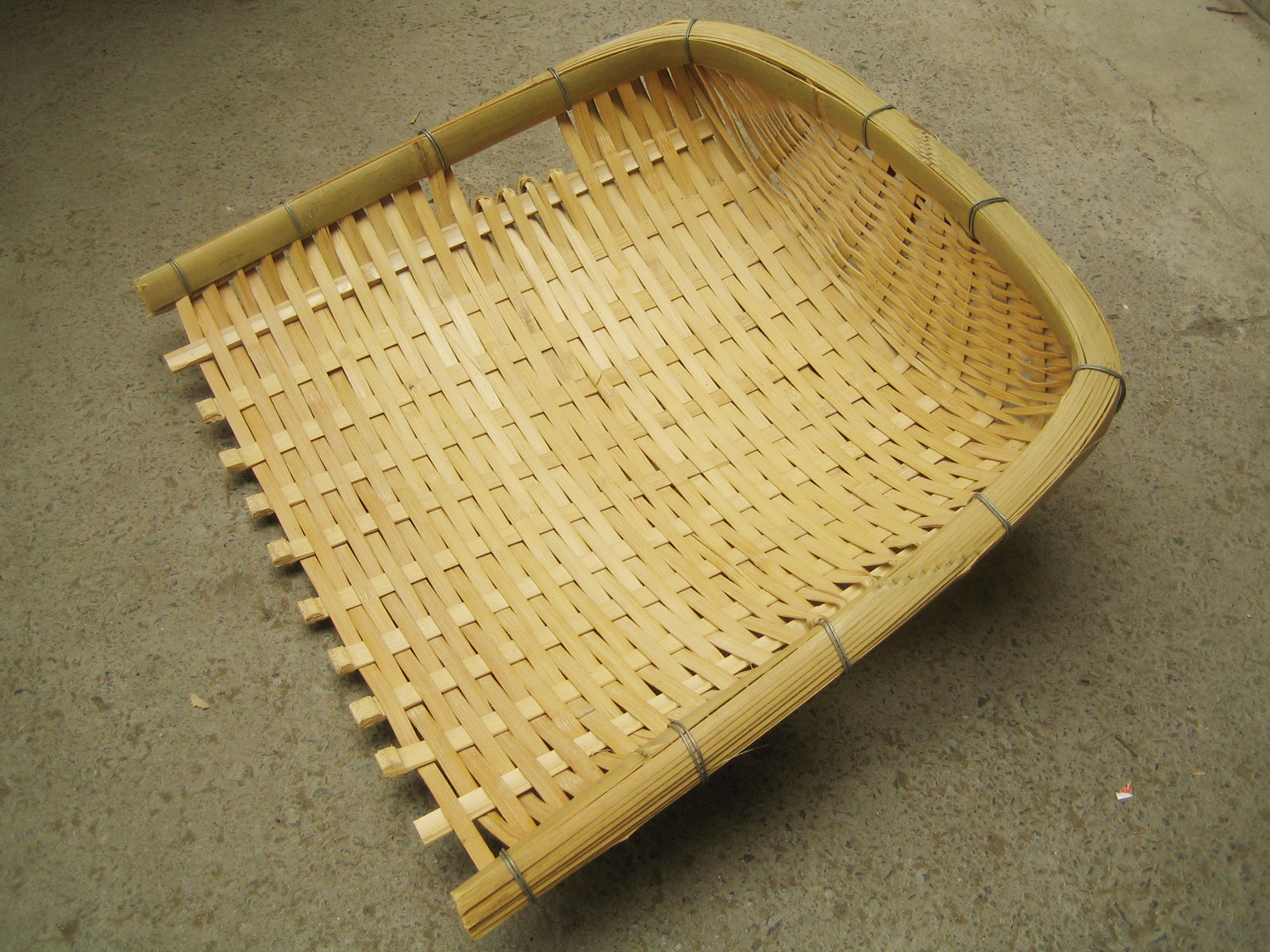
Японская веялка

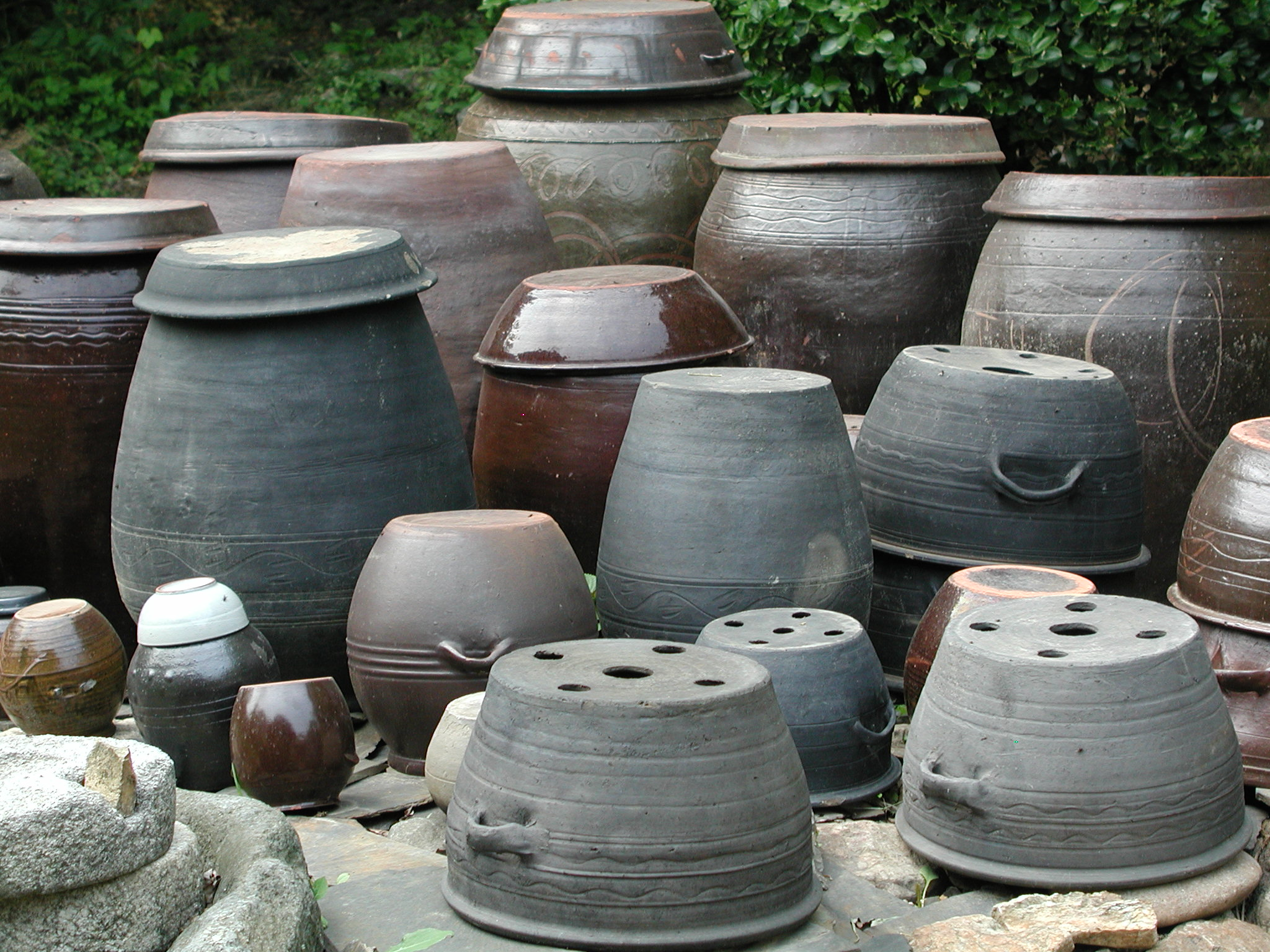
Сиру (на переднем плане) и другие горшки

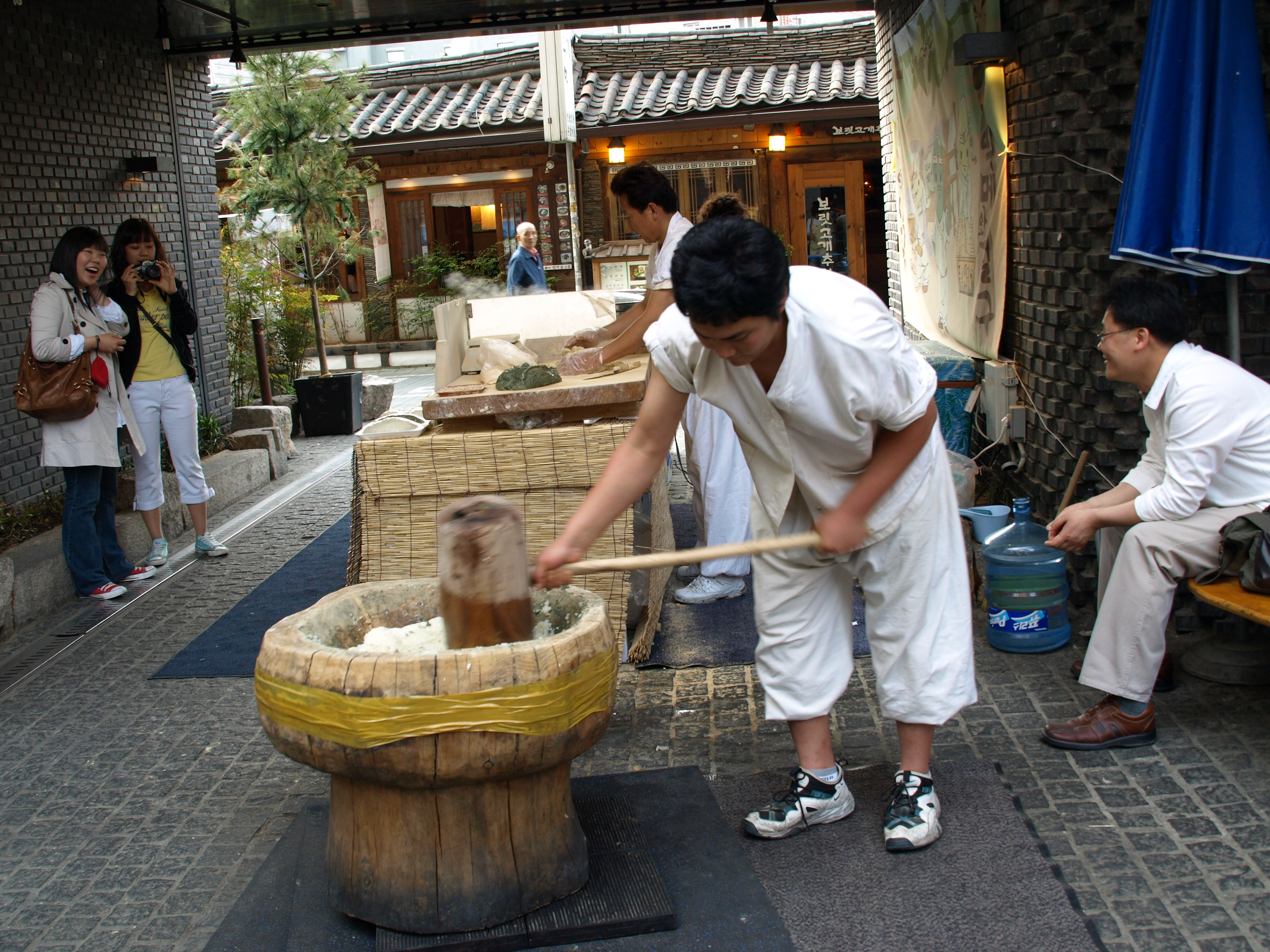
Приготовление тток

Ниже приведены предметы домашнего обихода, с помощью которых готовится традиционный тток.
- Кхи (키), веялка
- Инампак (이남박), миска для промывки риса
- Пакачи (바가지), ковш в форме тыквы
- Онъпэки (옹배기) и чапэки (자배기), большие круглые керамические миски
- Чхе (체) и чхэттари (쳇다리), сито
- Меттоль (맷돌), камень для растирания
- Чольку (절구) и чолькутконъи (절굿공이), ступа и пестик
- Анпан (안반) и ттокме (떡메), деревянная доска для дробления и колотушкавидео
- Сиру (시루) и сирумит (시루밑), горшок для варки на пару́ и циновка, подстилаемая под горшок
- Сот (솥) и конъкыре (겅그레), котёл и подставка для варки на пару́
- Понъчхоль (번철), толстостенная сковорода
- Чхэпан (채반), плетёное корытце
- Ттоксаль (떡살), деревянная печать для формовки тток.

## Разновидности
Тток делят на четыре большие категории.
- Тток на пару́ (кор. 찌는 떡, ччинын тток). Паровой тток готовится варкой на пару в «сиру» риса или рисовой муки. Варка может также происходить в любом другом керамическом сосуде, а также в пароварке. По названию посуды тток на пару также называют сирутток (кор. 시루떡). Паровой тток — самая распространённая разновидность этого блюда, появившаяся раньше всего.
- Толчёный тток (кор. 치는 떡, чхинын тток). При его приготовлении варёный рис толкут в ступе или на доске.
- Варёный тток (кор. 삶는 떡, самнын тток).
- Жареный тток (кор. 지지는 떡, чичинын тток). Тесту перед жаркой придаётся форма оладьев, а затем их жарят на растительном масле[2].

### Тток на пару́

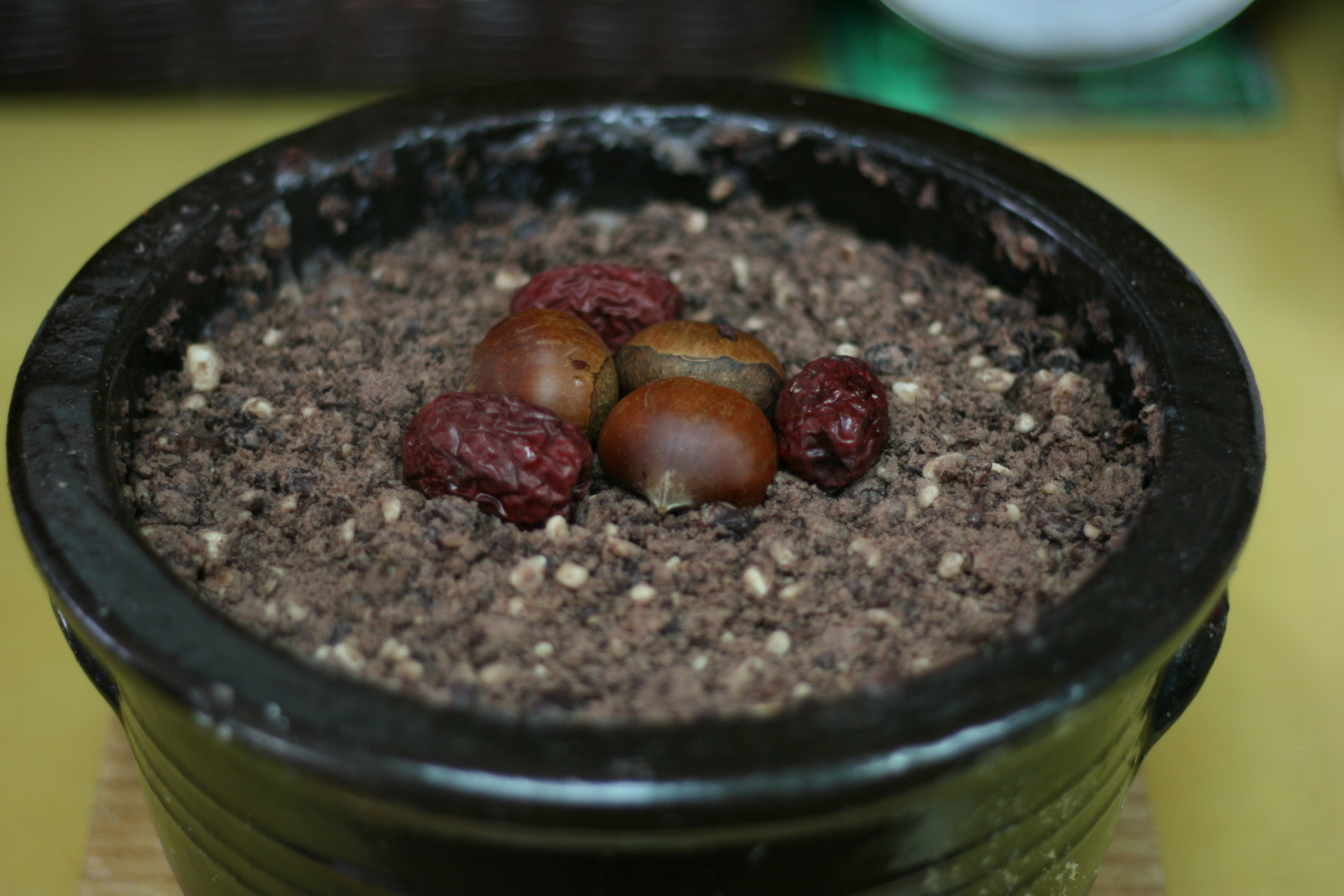
Патсирутток, паровой тток, приготовленный с бобами адзуки и рисом

Основные ингредиенты для сируттока — рис (맵쌀, мэпссаль) или клейкий рис (찹쌀 чхапссаль), иногда их смесь. Встречаются тток из бобов адзуки или мунг, кунжута, пшеничной муки или крахмала. Начинку готовят из трав (например, полыни), фруктов, овощей (дайкона, сладкого перца и других), орехов, семян, грибов, водорослей (например, умбиликарии или «соки»), съедобных лишайников. В тесто может добавляться корейское рисовое вино чхончу и подсластители.
Для приготовления сирутток рис вымачивают в воде, а затем толкут. Полученную массу либо формуют в большую лепёшку, в которой слои теста перемежаются наполнителем, либо готовят сразу небольшие клёцки.
- Пэксольки (백설기) — сирутток, сделанный только из белого риса.
- Кхонътток (콩떡) — тток из нескольких видов бобов.
- Чынъпхён (증편) — тток из ферментированного нефильтрованным рисовым вином теста.
- Муджигэтток (무지개떡)  — букв. «радужный тток»; состоит из нескольких разноцветных слоёв. Часто готовится на чанчхи (잔치), корейские банкеты (вечеринки), а также праздники вроде толь (празднования первого дня рождения ребёнка), хванкап (환갑, празднование шестидесятилетия), а также на свадебные вечеринки.

### Толчёные тток

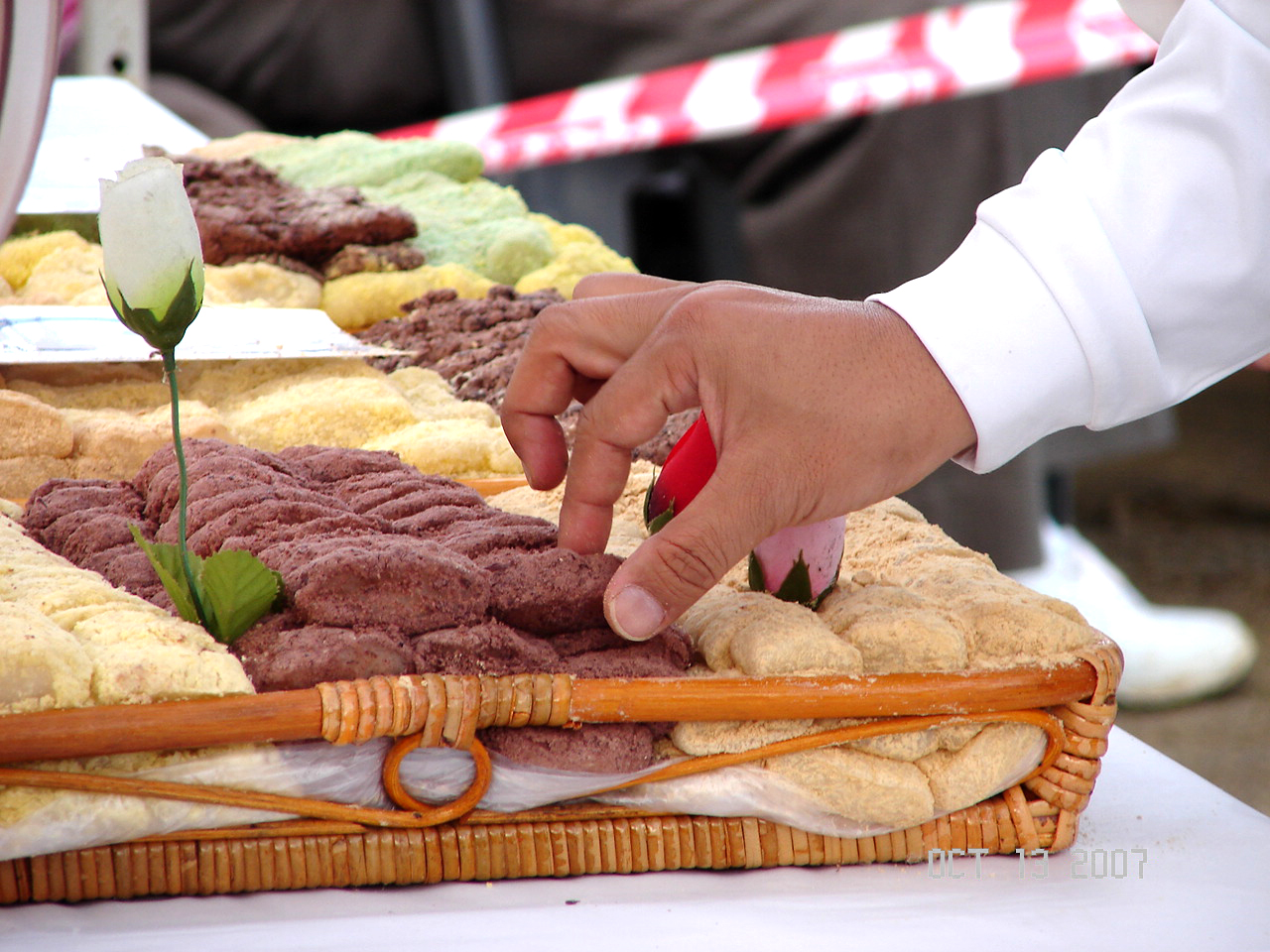
Инджольми

При традиционном приготовлении толчёные тток готовят с помощью ступы и молота, аналогично моти. «Инджольми», тток, покрытые пудрой из бобов, «карэтток» (가래떡, цилиндрические белые тток), «чольпхён» (절편, тток с узорами) и танча (단자, клейкие шарики, покрытые пастой из бобов) — распространённые виды толчёных тток.
Рис и клейкий рис очищаются от шелухи и варятся на пару́ в сиру. Получившуюся массу толкут в ступе. Толчёные тток делятся на клейкие (찹쌀도병, чапссаль топёнъ) и неклейкие (맵쌀도병, мэпссаль топёнъ). Инджольми — это один из клейких тток, покрытых одним из видов комуль (고물, пудра из бобов, семена кунжута или нарезанного зизифуса). Пхатинчольми (팥인절미) и ккэинчольми (깨인절미) — неклейкие тток, покрытые, соответственно, анко и семенами кунжута.
- Карэтток (가래떡; также хинтток, 흰떡, «белый тток»)  — длинные белые цилиндрические тток. Нарезанные из карэтток клёцки используются для приготовления ттоккука.

### Тток определённой формы

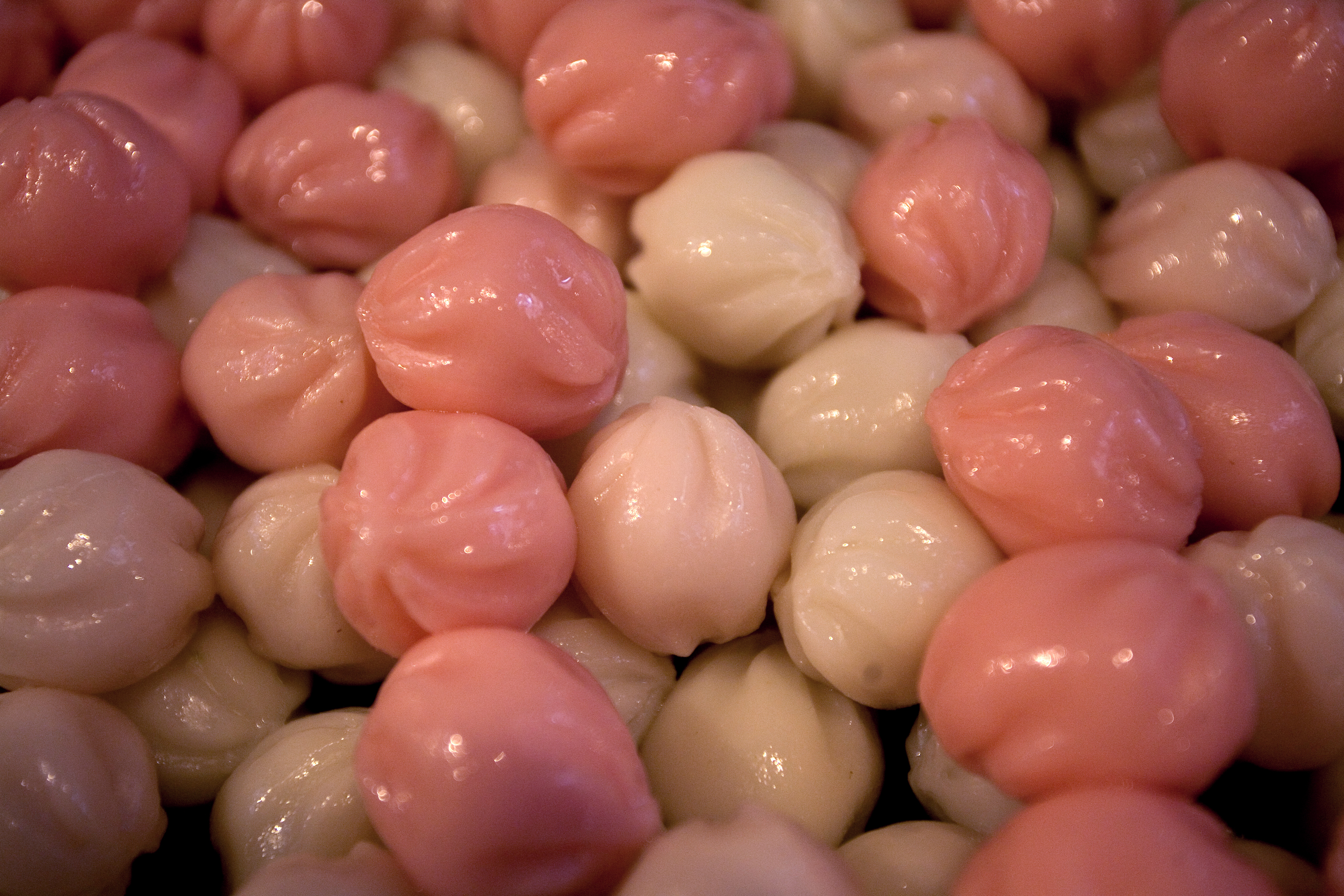
Ккуль тток (꿀떡)

- Ккультток (꿀떡) — буквально, «тток с мёдом», хотя начинены сиропом. Ккультток такой же формы, как сонъпён, но меньше размером.
- Сонпхён (송편) — тток, которые едят в чхусок (추석), корейский день благодарения.
- Кочхитток (고치떡).
- Ссамтток (쌈떡) — тток, завёрнутый в лист ссам (쌈)
- Талькальтток (닭알떡)  — «тток с яйцом», талькаль (달걀 или 계란)
- Кёндан (경단) — тток с анко или кунжутной пастой. Обычно украшены семенами чёрного кунжута или пудрой.
- Пупхён (부편), с массой из рисовой клейковины, со сладким наполнителем, покрытый комуль, пудры из бобов[3].

### Жареные тток

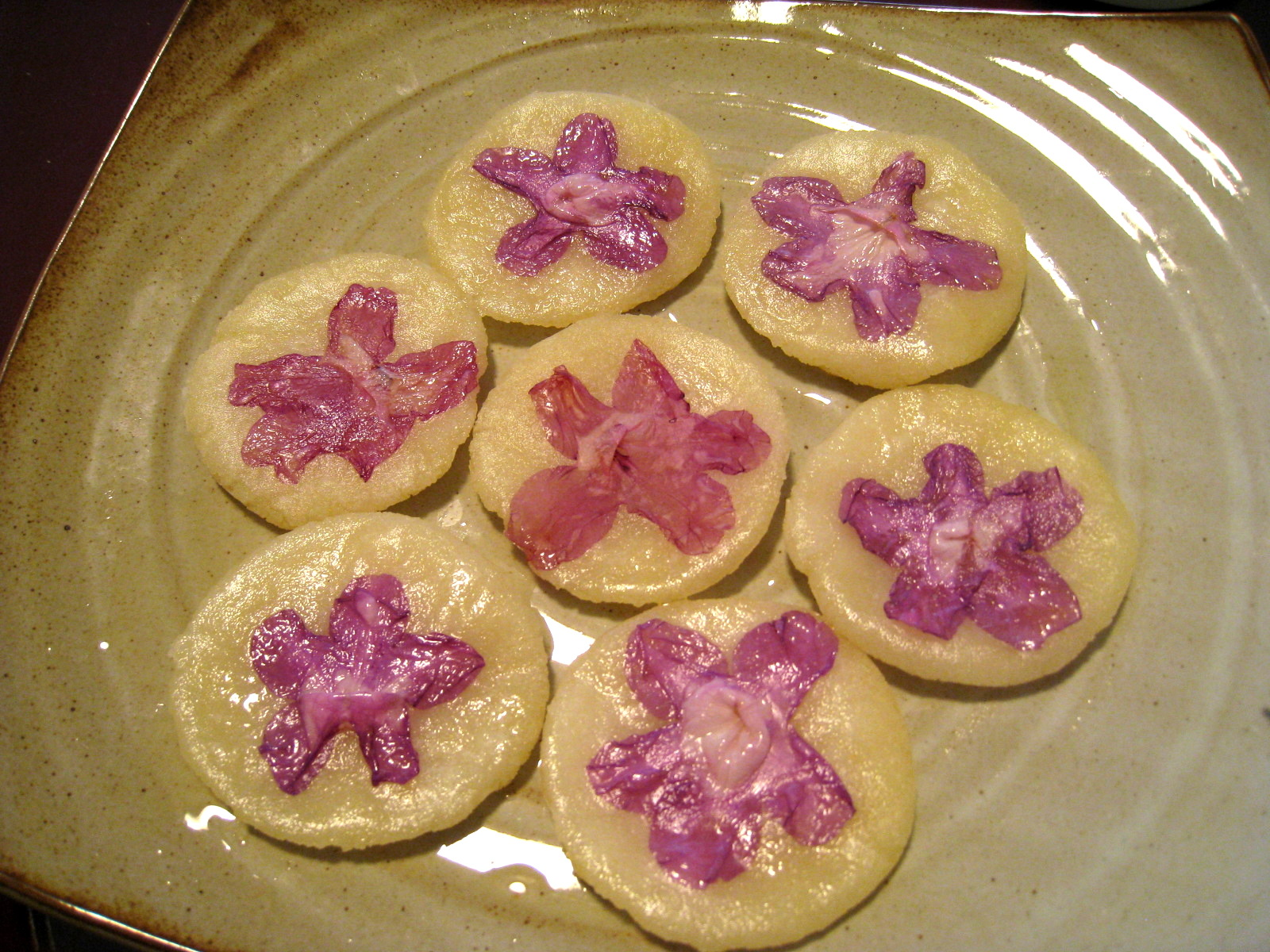
Чиндаллэ хваджон (진달래 화전)

- Хваджон  — сладкие оладьи из муки клейкого риса и лепестков Rhododendron mucronulatum, хризантемы или розы.
- Пуккуми (부꾸미), жареный на сковороде сладкий тток в форме креста с начинкой[4]
- Чуак (주악), жареный тток из рисовой муки с грибами, зизифусом и каштанами. Чуак красят натуральными красителями и покрывают сахаром или мёдом[5]

### Другие виды
- Ссуктток (쑥떡)
- Каксэкпхён (각색편)

## Блюда с тток
- Ттоккук
- Ттокпокки
- Ттоксутан